# Fläckrall
Fläckrall (Pardirallus maculatus) är en fågel i familjen rallar inom ordningen tran- och rallfåglar. Den förekommer i stora delar av Central- och Sydamerika, även i delar av Västindien. Arten är fåtalig, men beståndet anses ändå vara livskraftigt.

## Utseende och läte
Fläckrallen är en 25–28 cm lång rätt mörk rall med avsmalnad gul näbb med röda fläckar längst in på nedre näbbhalvan. Huvudet är svartaktigt med rött öga, ovansidan brun och svart och undersidan svart med vita fläckar. Benen är skära.
Lätet är ett högljutt och upprepat skri, ofta föregått av en stönande eller poppande ljud, ”g'reech” eller ”pum-kreep”. Även en accelererande serie med djupa, pumpande läten kan höras, som en avlägsen motor som startas. När den störst hörs vassa ”gek”.

## Utbredning och systematik
Fläckrallen har en vid utbredning i Central- och Sydamerika samt i delar av Västindien. Den delas in i två underarter med följande utbredning:
- Pardirallus maculatus insolitus – förekommer lokalt från södra Mexiko till Costa Rica
- Pardirallus maculatus maculatus – förekommer på Kuba och Trinidad och Tobago samt från Venezuela till Argentina och Peru

Arten är stannfågel, men verkar vara benägen att sprida sig vida omkring. Tillfälligt har den påträffats i USA, med fynd i Pennsylvania och Texas, samt i avlägsna Juan Fernándezöarna utanför Chile.

## Levnadssätt
Fläckrallen hittas i våtmarker, risfält, gräsrika diken och fuktiga gräsmarker, från låglänta områden upp till 2000 meters höjd. Födan består av daggmaskar, insekter och andra ryggradslösa djur, småfisk och vegetabilier som ’’Potamogeton epihydrus’’. Den håller sig vanligen dold i växtligheten men kan ses födosöka i det öppna, framför allt tidigt på morgonen eller sent på kvällen.

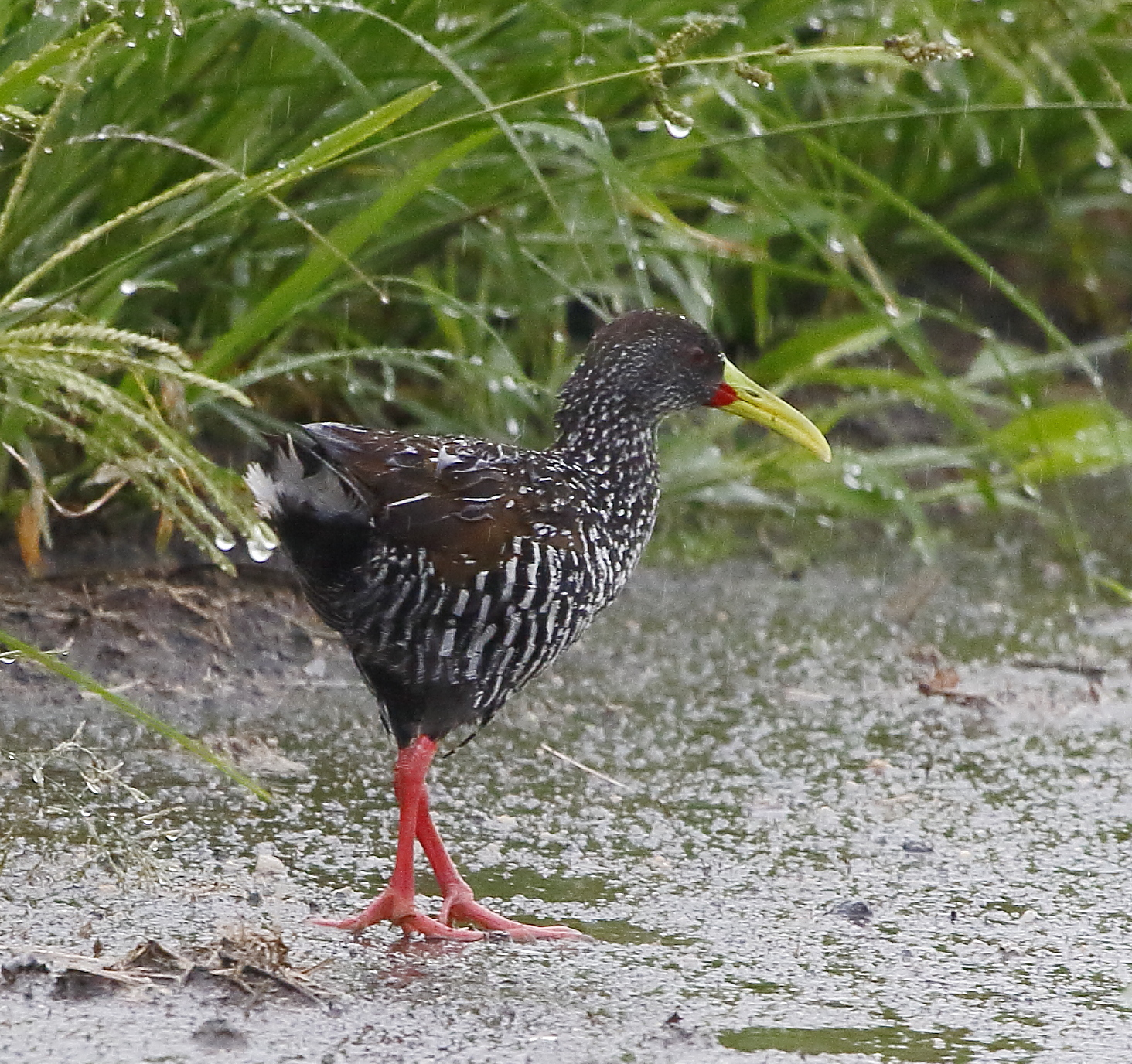

### Häckning
Häckningstiden varierar geografiskt, i Västindien vanligen juni till augusti, på Kuba in i september. I Colombia har två ungfåglar hittats i december, i Brasilien i april och maj. Arten har ett monogamt häckningsbeteende och verkar hävda revir. Boet är en skål av gräs eller döda vasstrån som placeras lågt, ofta precis ovan vattenlinjen. Däri lägger den två till sju ägg.

## Status
Fläckrallen har en relativt liten världspopulation uppskattad till under 10 000 individer. Beståndsutvecklingen är vidare oklar. Utbredningsområdet är dock stort, varför IUCN kategoriserar arten som livskraftig.

## Taxonomi och namn
Fläckrallen beskrevs taxonomiskt som art av Pieter Boddaert 1783. Det vetenskapliga namnet maculatus betyder just "fläckig".